# Tårnvægterens datter
Tårnvægterens datter er en tysk stumfilm fra 1918 af Joe May og Harry Piel.

## Medvirkende
- Heinrich Schroth - Joe Deebs
- Olga Engl - Fürstin Klankenstein
- Stefan Vacano - Bassano
- Lina Paulsen - Dürfeld
- Mechthildis Thein - Orlowska